# 盧演復
盧演復（1780年—？），字新一，号子容、一号仲容，一号槐亭，汉军镶黄旗人，清朝政治人物。

## 生平
嘉庆丁卯举人，辛未进士。后选翰林院庶吉士，任福建安溪县知县。

## 家族
曾祖盧焯，湖北巡抚；祖父盧崧，江西盐法道；父亲盧銘健；子盧傑。